# Lijst van parken en reservaten in Nieuw-Zeeland
Lijst van parken en reservaten in Nieuw-Zeeland.

## Nationale parken
| Nationaal Park       | Eiland        | Stichtingsjaar | Oppervlakte (ha) |
| -------------------- | ------------- | -------------- | ---------------- |
| Abel Tasman          | Zuidereiland  | 1942           | 22.530           |
| Aoraki/Mount Cook    | Zuidereiland  | 1953           | 70.696           |
| Arthur's Pass        | Zuidereiland  | 1929           | 114.394          |
| Egmont               | Noordereiland | 1900           | 33.534           |
| Fiordland            | Zuidereiland  | 1952           | 1.257.000        |
| Kahurangi            | Zuidereiland  | 1996           | 452.002          |
| Mount Aspiring       | Zuidereiland  | 1964           | 355.543          |
| Nelson Lakes         | Zuidereiland  | 1956           | 101.753          |
| Paparoa              | Zuidereiland  | 1987           | 30.560           |
| Rakiura              | Stewarteiland | 2002           | 16.300           |
| Te Urewera           | Noordereiland | 1954           | 212.673          |
| Tongariro            | Noordereiland | 1894           | 79.598           |
| Westland Tai Poutini | Zuidereiland  | 1960           | 127.541          |
| Whanganui            | Noordereiland | 1986           | 74.231           |

## Reservaten
| Reservaat        | Eiland       | Stichtingsjaar | Oppervlakte (ha) |
| ---------------- | ------------ | -------------- | ---------------- |
| Moeraki Boulders | Zuidereiland | ?              | ?                |